# Astronomia chinesa

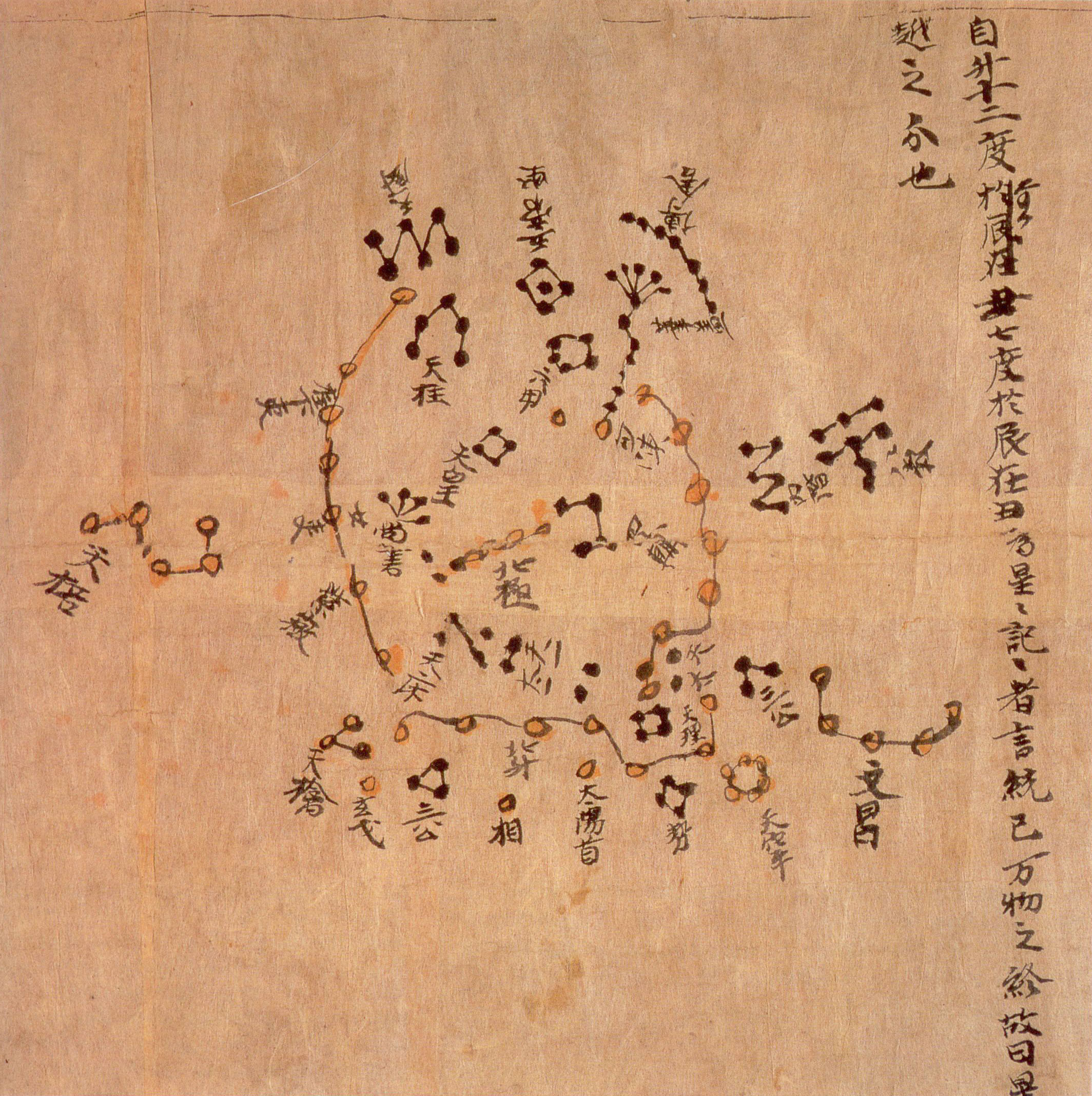
Mapa de Dunhuang da Dinastia Tang. Acredita-se que o mapa data do reinado do Imperador Zhongzong de Tang. As constelações das três escolas são distinguidas em cores diferentes (branco, preto, e amarelo), para estrelas de Wu Xian, Gan De e Shi Shen, respectivamente. O conjunto de mapas incluía 1,3 mil estrelas.

A astronomia chinesa possui uma longa história, com historiadores considerando que "os povos chineses foram os observadores mais persistentes e precisos de fenômenos celestes do mundo antes dos árabes". Nomes de estrelas categorizados nas 28 mansões foram encontrados em ossos de oráculos escavados em Anyang, datando da Dinastia Shang (Idade do Bronze da China), e acredita-se que o sistema de mansões (xiù: 宿) tenha sido criado durante o reinado de Wu Ding.
De acordo com John Jackson, os chineses já haviam medido a duração do ano em trezentos e sessenta e cinco dias e um pouco menos de seis horas há mais de 2 000 anos, e calculavam a duração em 365 dias, 5 horas e 50 minutos.